# Wien-hidas oszcillátor

Wien-hidas oszcillátor műveleti erősítővel (Az áramkör csak az elvet mutatja be, mivel amplitúdóstabilizáló áramkör hiányában nem üzemképes) (1: frekvencia függő ág 2: frekvencia független ág)

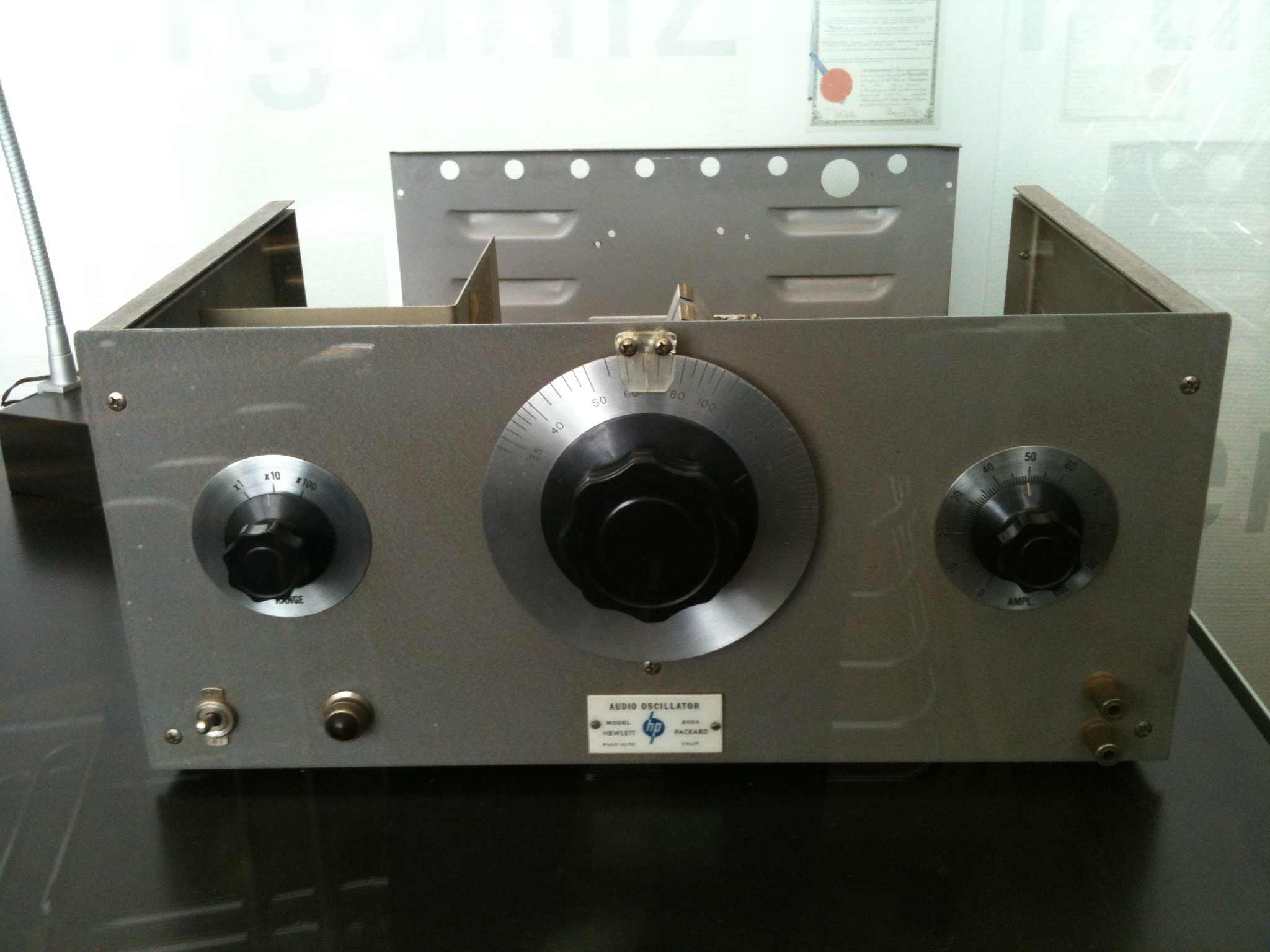
A HP 200A készülék előlapja

A Wien-hidas oszcillátor a szinusz-jelet generáló RC oszcillátorok egy típusa. Működése a Wien-hídon alapul. Max Wien fejlesztette ki 1891-ben, 1939-ben William Hewlett továbbfejlesztette, és miután David Packarddal megalapították a Hewlett-Packard céget, az egyik első termékük, a HP200A a Wien-hídon alapult.

## Szükségessége
Kis frekvenciákon (általában 1 Hz és 1 MHz között) RC oszcillátorokat, míg általában 100 kHz felett LC oszcillátorokat szoktak használni., mivel az LC oszcillátorok rezgőköri elemeinek értéke gazdaságtalanul magas lenne, illetve egyes esetekben az RC tagok használata gazdaságosabb, mint a tekercsek elkészítése. Hangfrekvenciás tartományban tipikusan az RC visszacsatolású (Wien hidas vagy kettős T szűrős) oszcillátorok gazdaságosabbak. A Wien-híd a rezgőkörrel ellentétben nem rezgőképes az F0 rezonancia-frekvencia egész számú többszörösein, ezért a kimeneti jelben ezek nem jelennek meg, emiatt a torzítása kisebb lehet, mint a hasonló LC oszcillátornak.
További előnye, hogy a frekvenciaátfogás jelentősen nagyobb lehet, mivel a Wien-hidas oszcillátor esetén a frekvencia értékét a következő képlet írja le: {\displaystyle f={\frac {1}{2\pi RC}}}, míg LC oszcillátor esetén:{\displaystyle f={\frac {1}{2\pi {\sqrt {LC}}}}}
Tehát ha a frekvencia hangolását 1:10 átfogású forgókondenzátor végzi egy LC oszcillátor átfogása {\displaystyle 1:{\sqrt {10}}} ami hozzávetőleg {\displaystyle 1:3,162} addig, egy Wien-hidas oszcillátor esetén: {\displaystyle 1:10}
Wien hidas oszcillátorral megvalósítható 1:100 000 frekvenciaátfogás, 5 darab 1:10 frekvenciaátfogású sávban, a minőségi mutatók romlása nélkül.

## Hátrányai
A felhasznált erősítő erősítését szabályozni kell, hogy a rezgés stabil, az amplitúdó állandó, a jelalak kis torzítású legyen, míg az LC oszcillátorok az az erősítő linearitására érzéketlenek, akár C osztályú erősítővel is üzemeltethetőek, rezgőkör önrezgése miatt.

## Működési elve
A Wien-híd frekvencia-meghatározó áramköre a Wien-híd, ami azonos R és C elemekből felépített frekvenciafüggő feszültségosztó. Kisfrekvencián a nagy kapacitív reaktanciát jelentő soros kapacitás miatt kis kimeneti feszültséget szolgáltat. A frekvencia növekedésével csökken a reaktancia, ezért növekszik a kimeneti feszültség. A frekvencia további növelésével a kapacitás egyre csökkenti a kimeneti feszültséget. Az átvitel az RC tagok f0 határfrekvenciáján maximális:
{\displaystyle f_{0}={\frac {1}{2\pi RC}}}
Az f0 frekvencián a Wien-osztó kimeneti feszültsége:
{\displaystyle U_{ki}={\frac {U_{be}}{3}}},
fázistolása 0. Minden más frekvencián a kimeneti feszültsége ennél kisebb, valamint a fázistolása 0-tól eltérő.
Az osztó fázistolását kisfrekvencián a soros RC tag határozza meg, ezért a fázistolás a frekvencia növekedésével +90°-ról csökken. Nagyfrekvencián a párhuzamos RC tag dominál, ezért a fázistolás -90° felé tart. A fázistolás ebből következően az f0 frekvencián zérus. A Wien-osztó tulajdonságaiból következik, hogy az oszcilláció feltételeinek teljesítéséhez pontosan háromszoros(Au=3) erősítéssel és nulla (A=0°) fázistolással rendelkező erősítőt kell pozitívan visszacsatolni a Wien-osztóval.
Az oszcillátor frekvenciájának változtatása a Wien-híd R ellenállásainak (ritkábban a kondenzátorok) együttes változtatásával lehetséges. Ilyenkor az ellenállások helyett kettős potenciométert alkalmaznak. Ezzel a módszerrel általában tízszeres frekvenciaátfogást célszerű megvalósítani. Ha egy dekádnál szélesebb tartományban kell változtatni a frekvenciát, akkor a kondenzátorokat célszerű cserélni, így újra változtatható a frekvencia a potenciométerekkel egy dekádon belül.

## Megvalósítása
Az oszcillátor megvalósítható műveleti erősítő vagy diszkrét elemekből felépített erősítőkapcsolás segítségével.

### Tervezési meggondolások

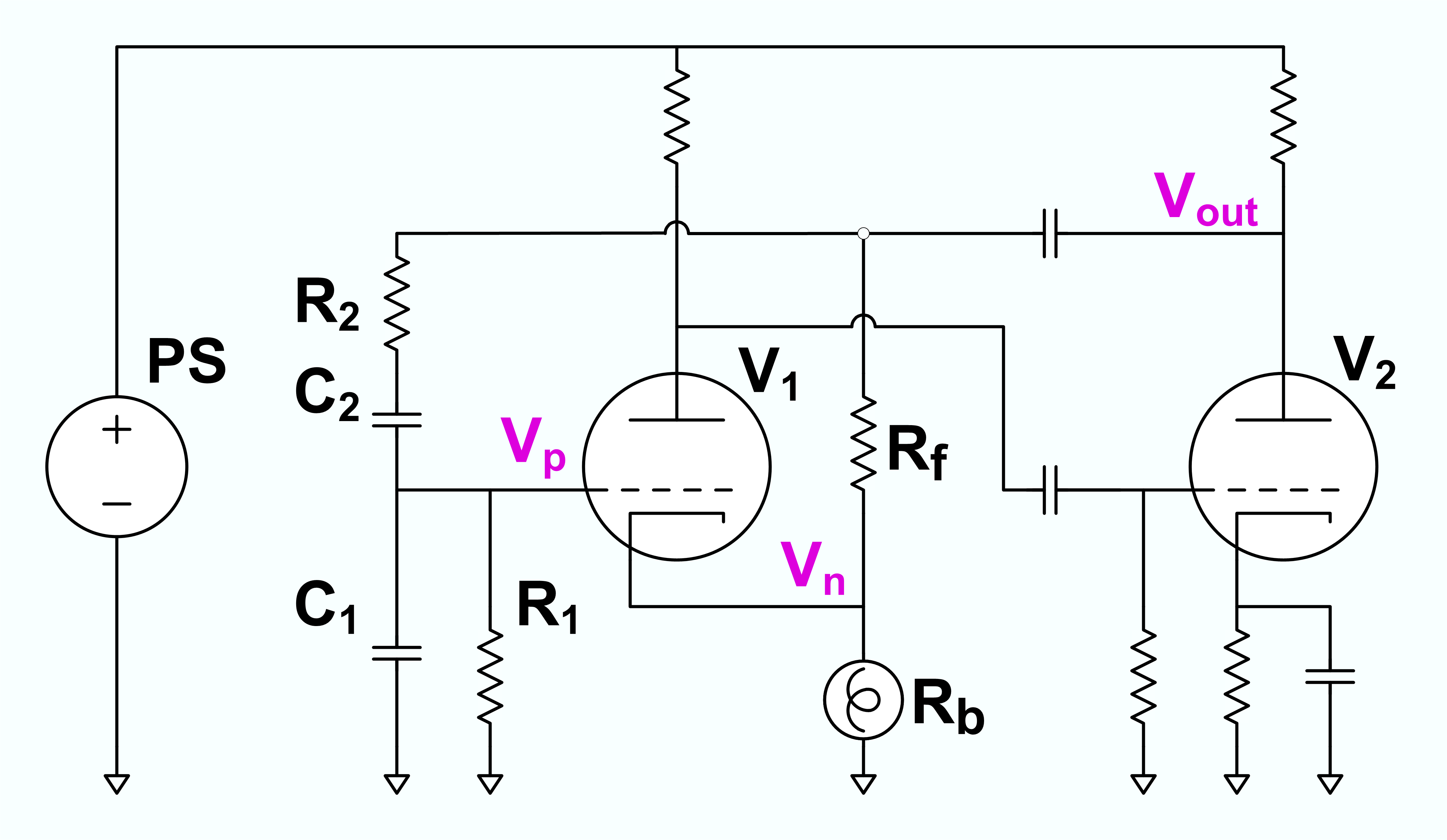
Az elektroncsöves megvalósításnak ma már csak történeti jelentősége van.

1. Az erősítő fázistolásának a Wien-osztó felől nézve 360°-nak vagy egész számú többszörösének kell lennie
2. Az erősítő fázistolása, illetve erősítése a használt frekvenciatartományban jelentősen nem változhat
3. Az ellenállások eredő értéke az erősítő bemenete felől nézve, jelentősen kisebb kell hogy legyen, mint az erősítő bemeneti ellenállása
4. Az ellenállások eredő értékének az erősítő kimenete felől nézve, jelentősen nagyobbnak kell lennie, mint az erősítő kimeneti ellenállása
5. Az erősítőt terhelő áram nem befolyásolhatja jelentősen az erősítő kimeneti feszültségét (ez a megkötés a C kondenzátor maximális értékét is meghatározza)
6. A C kondenzátornak jelentősen nagyobbnak kell lennie, mint az erősítő bemeneti kapacitása[5][3]
7. A wien-hídnak kis mértékben kiegyenlítetlennek kell lennie, mivel biztosítania kell az erősítő meghajtó jelét.
8. Az erősítő kör erősítésének 3X-osnak kell lennie {\displaystyle A=3={\frac {R_{1}+R_{2}}{R_{2}}}}

A megvalósítható legalacsonyabb frekvenciát meghatározza, hogy a beállításához szükséges ellenállások (R3,R4) értéke jelentősen kisebb legyen, mint az erősítő bementeti ellenállása, illetve a szigetelések kúszó és szivárgási ellenállásából számolt ellenállás és a használható kondenzátorok maximális értéke, amit az 5 pont illetve gazdaságossági meggondolások határoznak meg.
A megvalósítható maximális frekvenciát az erősítő sávszélessége, illetve a kimeneti fokozatot terhelő, párhuzamosan kapcsolt negatív (R1,R2) és pozitív (C1,R4,C2,R3) visszacsatoló ág terhelése, amelyek a kimenetet párhuzamosan kapcsolva terhelik, illetve az emiatt létrejövő fázistolás, valamint az erősítő bemeneti kapacitása korlátozza.

#### Az oszcillátor stabilitása
Az áramkör stabilitását a beépített elemek stabilitása, illetve az összeszerelés, és a mechanikai kialakítás stabilitása határozza meg, hangolható oszcillátorok esetén ehhez hozzájön a hangolóelemek stabilitása, ami azt jelenti, hogy egy adott frekvenciát milyen pontossággal lehet kétszer egymás után beállítani.
A stabilitás rövidtávú (kevesebb mint 30 perc időtáv) és hosszútávú (több hónapos, éves időtáv) stabilitásból tevődik össze.
A megfelelő stabilitást (a költségek figyelembevételével) az elérhető legmegfelelőbb elemek használatával és gondos kivitelezéssel lehet biztosítani.
A beállítási stabilitást a sávátfogás csökkentésével, az RC oszcillátoroknál szokásos 1:10 helyett 1:3 vagy 1:2 sávátfogás használatával is javítható, adott minőségű elemek használata esetén.
Adott amplitúdószabályzó rendszer esetén a stabilizált tápfeszültség, illetve szabályozó potenciométerek helyett fix ellenállások használatával növelhető.

#### A Wien-híd szükséges kiegyenlítetlenségének meghatározása
A Wien-hídnak f0 frekvencián is kell hogy valamekkora feszültséget szolgáltasson, mivel az erősítő nulla bemeneti feszültségnél nem adna kimeneti jelet. A tervezett kimeneti feszültség alapján a szükséges kiegyenlítetlenség meghatározható:
Uki=Ube*A0
A szükséges negatív visszacsatoló áramkör méretezése:
{\displaystyle R_{2}={\frac {R_{1}}{2+\epsilon }}}
A két egyenlet összevonásával:
{\displaystyle U_{be}=U_{ki}\left({\frac {1}{3}}-{\frac {R_{2}}{R_{1}+R_{2}}}\right)=U_{ki}\left({\frac {1}{3}}-{\frac {\frac {R_{1}}{2+\epsilon }}{{\frac {R_{1}}{2+\epsilon }}+R_{1}}}\right)=U_{ki}\left({\frac {1}{3}}-{\frac {1}{3+\epsilon }}\right)\approx U_{ki}{\frac {\epsilon }{9}}} ebből {\displaystyle \epsilon ={\frac {9}{A_{0}}}}
Ahol:
- Uki Az erősítő elvárt kimeneti feszültsége
- Ube Az erősítő differenciális bementi feszültsége
- A0 Az erősítő nyílthurkú erősítése
- έ A kiegyenlítetlenség mértéke [8]

### A kis torzítású kimeneti jel biztosítása
A kis torzítás és kis zaj érdekében a felhasznált elemeknek megfelelő minőségűeknek (műveleti erősítős megoldás esetén különösen a műveleti erősítőnek), illetve a szerelésnek gondosnak kell lennie. A kis torzítású kimeneti jel, illetve a stabil rezgés biztosítása érdekében az erősítőfokozat erősítését a kimeneti feszültséggel fordított arányban szabályozni kell. (ha a kimeneti jel amplitúdója csökken, az erősítést növelni, ha nő, az erősítést csökkenteni kell. Másképpen szabályozott negatív visszacsatolást kell alkalmazni).
Változtatható kimeneti frekvenciájú oszcillátor esetén a szabályozó tagok (kettős potenciométer, kettős forgókondenzátor, varicap diódák) együttfutásának hibája miatt a híd kimeneti feszültsége az f0 frekvencián kismértékben eltér az ideális 1/3-tól, amit a szabályzóelemnek kompenzálnia kell.

#### A visszacsatolás szabályozása izzóval

Wien-hidas oszcillátor műveleti erősítővel és izzólámpás amplitúdó–stabilizálással (1: frekvencia függő ág 2: frekvencia független ág 3: amplitúdó stabilizáló áramkör)

Az izzólámpás amplitúdó stabilizálású Wien-hidas oszcillátor megvalósítását William Hewlett szabadalmaztatta 
Az ábrán látható izzólámpás erősítésszabályozás a kimeneti jel effektív értékével arányos szabályozást végez. Ebben a kapcsolásban az izzólámpa mint hőmérsékletfüggő ellenállás (PTK) szerepel. A megoldás (az izzólámpa hőtehetetlenségétől függően) kedvező megoldás lehet a hangfrekvenciás tartomány alsó felétől a rádiófrekvenciás tartomány aljáig. A kedvező hullámalak biztosítása érdekében a jel (fél)periódusidejénél jelentősen nagyobb időállandójú szabályozás szükséges.

##### A szabályzás menete
Ha a kimeneti feszültség nő, a visszacsatoló elemeken folyó áram is nő, ami az izzószálat melegíti, így annak ellenállása megnő, így a negatív visszacsatolás mértéke megnő, az erősítés csökken. Ha a kimeneti feszültség csökken, a folyamat fordított. Az izzószál hőtehetetlensége biztosítja, hogy a szabályozás ne okozzon jelentős jelalaktorzulást. Élettartam megfontolásból az izzólámpát úgy szokás megválasztani, hogy az árama a névleges áram alatt maradjon (általában vörös izzásig melegítse). A megoldás nagy előnye, hogy a környezeti hőmérséklet változására szinte érzéketlen.

##### Az izzólámpás megoldás hátrányai
- Jelentős energiafogyasztás és hőterhelés, ami elemes táplálásnál különösen kedvezőtlen
- Amennyiben a kimeneti frekvencia nem jelentősen nagyobb az izzólámpa hőtehetetlenségénél, az izzólámpa hőmérséklet változás miatti erősítésváltozása torzítást okoz
- Magas kimeneti frekvenciánál az izzólámpa induktivitásának hatása kedvezőtlen
- Az izzólámpa mechanikai behatásra (például rezgés, ütés) változtathatja elektromos jellemzőit, ami modulációt okoz.

#### A visszacsatolás szabályozásaPTKellenállással
Az izzólámpás visszacsatoláshoz hasonló, azonban hátrányainak nagy részét kiküszöbölő megoldás, ha az izzólámpa helyére PTK (pozitív hőfokfüggésű ellenállást) teszünk, azonban a visszacsatolás érzékenyebbé válik a külső hőmérsékletre.

#### A visszacsatolás szabályozásaNTKellenállással
A PTK ellenállással való szabályozáshoz hasonló eredmény érhető el, ha az R1 ellenállás helyére NTK ellenállást teszünk.

#### A visszacsatolás szabályozása FET-es visszacsatoló elemmel

Wien–hidas oszcillátor FET-es amplitúdó–stabilizálással (1: frekvencia függő ág 2: frekvencia független ág 3: amplitúdó stabilizáló áramkör)

A visszacsatolókörbe FET tranzisztort kötve (mint változtatható értékű ellenállást, amelyet az egyenirányított kimeneti feszültséggel vezérelünk) a kívánt szabályozás szintén megoldható.
A kapcsolás némileg összetettebb, mint az izzólámpás szabályozás esetében, azonban a teljesítményigénye jelentősen alacsonyabb lehet, valamint a szabályozás paraméterei szabadabban beállíthatók. 

##### A szabályzás menete
A szabályozás beavatkozó eleme a Q1  jFET, amelynek a gate feszültségét a kimeneti jel egyutas egyenirányítása ( D1 ) után az R5  ellenálláson keresztül töltődő C3  kondenzátor határozza meg. A gate feszültség változtatásával a FET csatorna ellenállását változtatjuk, ami (váltakozó áramú szempontból) az R1 ellenállással van párhuzamosan kötve, így a műveleti erősítő visszacsatolásának mértékét befolyásolja. A kimeneti jel csökkenése esetén a C3 az R6-on keresztül sül ki. A szabályozás időállandóját a C3  kondenzátor értékének változtatásával lehet beállítani. Ez lehetővé teszi, hogy változtatható frekvenciájú oszcillátornál a C3 cseréjével alacsony frekvenciákon vagy nagy frekvenciákon kicsi szabályozási időállandót lehessen beállítani.
A kapcsolás a kimeneti feszültség csúcsértékével arányos szabályozást végez.

##### A megoldás hátránya
A FET tulajdonságai erősen hőmérsékletfüggőek. A hőmérsékleti stabilitást megfelelő áramköri kialakítással – például az amplitúdóstabilizáló körbe kötött műveleti erősítővel – jelentősen javítani lehet.

#### Wien-hidas oszcillátor műveleti erősítős amplitúdó stabilizálással

Wien–hidas oszcillátor műveleti erősítős amplitúdó-stabilizálással (1: frekvencia függő ág 2: frekvencia független ág 3: amplitúdó stabilizáló áramkör)

A FET-tranzisztoros amplitúdószabályozás hátrányait műveleti erősítő közbeiktatásával lehet nagy mértékben csökkenteni.

##### A szabályzás menete
A mellékelt kapcsoláson a Q1 FET vezérlését U2 műveleti erősítő végzi, oly módon, hogy a C1 kondenzátoron eső feszültség megegyezzen az R7 és R8 ellenállások közös pontján található feszültséggel.

##### A megoldás hátránya
Ez a megoldás jelentősen összetettebb, mint az eddig tárgyaltak.

#### Szabályozás a visszacsatoló körbe kötött nemlineáris elemmel

Diódás visszacsatolású szabályozás (1: frekvencia függő ág 2: frekvencia független ág 3: amplitúdó stabilizáló áramkör)

Amennyiben a visszacsatoló körben nemlineáris elemet használunk (pl. dióda, Z-dióda)
a visszacsatolás mértéke függeni fog a kimeneti feszültségtől. A kapcsolás a kimenőfeszültség pillanatnyi értékével arányos szabályozást végez, ezért szabályzás időállandója a lehető legalacsonyabb.

##### A szabályzás menete
Amíg az R1 ellenálláson eső feszültség nem haladja meg a D1 és D2 dióda nyitófeszültségét az R5 ellenálláson nem folyik áram, az nem vesz részt a visszacsatolásban. Amennyiben az R1 ellenálláson eső feszültség meghaladja a D1 és D2 dióda nyitófeszültségét, az R5  ellenálláson elkezd áram folyni, az erősítés mértéke csökken.

##### A megoldás hátránya
A megfelelő torzítású kimeneti jel biztosítása körültekintést igényel a tervezésnél. Ez a megoldás csak abban az esetben megfelelő, ha a torzítással szembeni elvárások alacsonyak.

## AHP200A

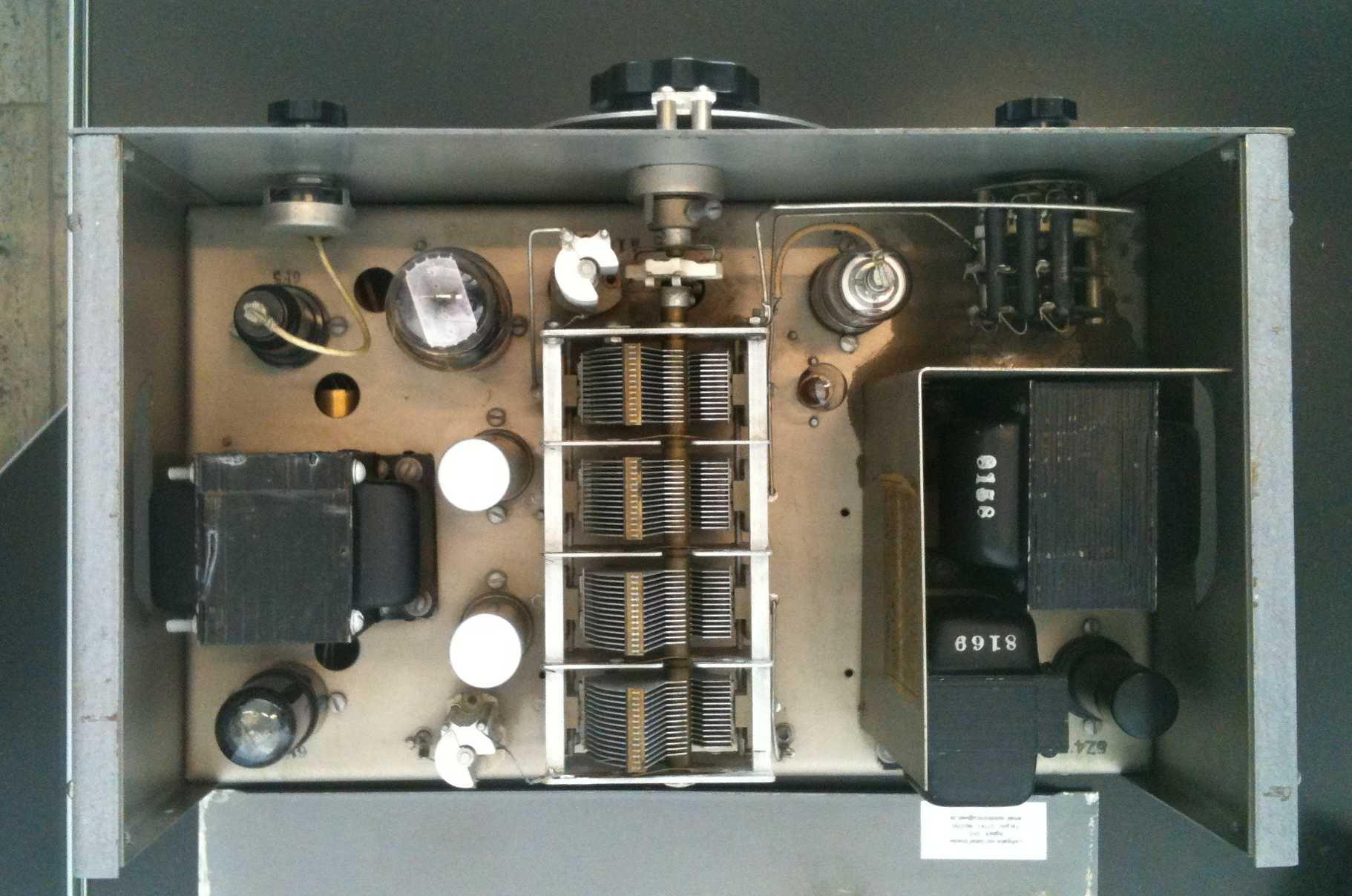
A HP-200 oszcillátor belseje

A HP 200A oszcillátor Bill Hewlett szabadalmán alapul, amelyet még a Stanford Egyetemen az 1930-as években dolgozott ki, mely szerint a Wien-hidas oszcillátor amplitúdóstabilitását izzólámpával biztosítja, e megoldásnak köszönhetően a szerkezet az akkor megszokottnál egyszerűbb, üzembiztosabb és olcsóbb lett.

### Jellemzői
- Elektroncsöves felépítés (a kor műszaki színvonalának megfelelően)
- Izzólámpás amplitúdó szabályozás
- 1:10 frekvenciaátfogás minden sávban, az LC oszcillátoroknál megszokott 1:3,162 helyett.
- Alacsony torzítás[11]

## EMG TT-0204/A
Az EMG TYP:TT-0204/A típusú szélessávú RC generátora elektroncsöves felépítésű Wien hidas oszcillátor, amely az amplitúdó stabilitást hőmérséklet függő ellenállással biztosítja. A kimeneti frekvencia 30 Hz és 300 KHz között. A használati utasítás szerint 0,03-300 kc/s, ahol a kc kilociklust jelent, ami számszerűen megegyezik a Hz-ben kifejezett értékkel (bár helyenként a Hz jelölést is használja).